# Jaworzno
Jaworzno és una ciutat del sud de Polònia propera a Katowice a la conurbació de la qual pertany. Es troba als altiplans de Silèsia sobre el riu Przemsza (un afluent del Vístula). Està situada al Voivodat de Silèsia. La població d'aquesta ciutat és de 95.520 habitants (2008).
El nom de la ciutat prové dels arbres jawor (Acer pseudoplatanus).
Durant la Segona Guerra mundial, els alemanys hi instal·laren un camp de concentració de treball.